# Oxyna lutulenta
Oxyna lutulenta är en tvåvingeart som beskrevs av Friedrich Hermann Loew 1869. Oxyna lutulenta ingår i släktet Oxyna och familjen borrflugor. Inga underarter finns listade i Catalogue of Life.